# 맥립
맥립(영어: McRib)은 국제적인 패스트푸드 식당 체인 맥도날드가 주기적으로 판매하는 바베큐 맛이 나는 돼지고기 샌드위치이다. 1980년 테스트 마케팅 이후 1981년 맥도날드 메뉴에 처음 도입되었다.
판매량 저조로 말미암아 1985년 메뉴에서 제외되었다. 이후 1989년에 다시 출시되었으며 2005년까지 수많은 국가에서 메뉴로 유지되었다. 2006년 이후로 판매 대상 대부분의 시장에서 매년 짧은 기간 동안(이를테면 가을 동안)만 판매되었으나 독일, 룩셈부르크에서는 맥도날드 식당에서 늘 판매되었다

## 같이 보기
- 샌드위치 목록